# Kia Concord
Dieser Artikel wurde auf der  Qualitätssicherungsseite des Portals Auto und Motorrad eingetragen. 
Bitte hilf mit, ihn zu verbessern, und beteilige dich an der Diskussion. (+)

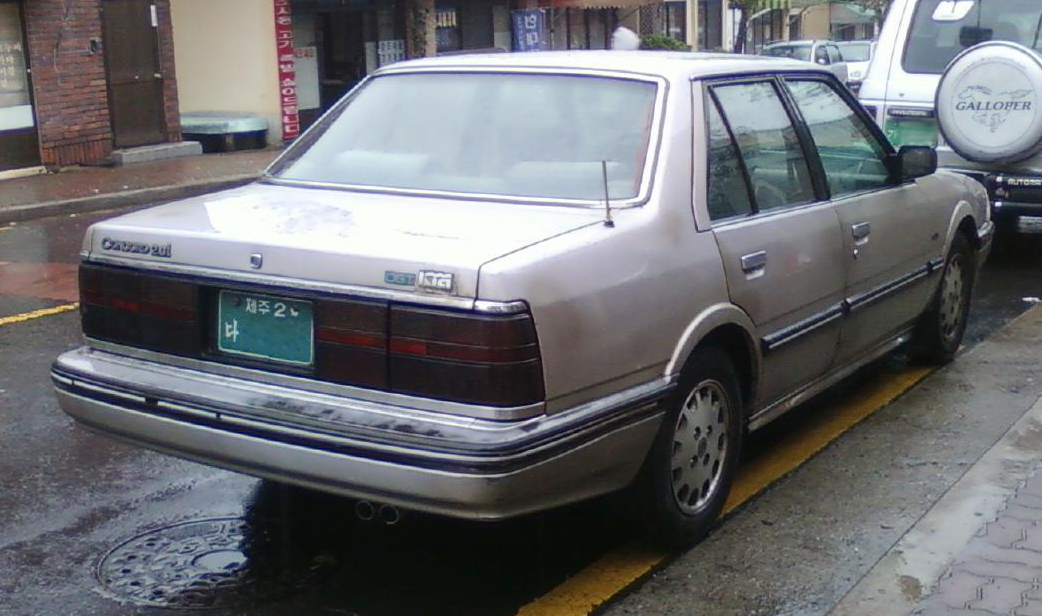
Kia Concord 2,0i DGT

Der Kia Concord ist eine viertürige Limousine vom Automobilhersteller Kia, welche erstmals 1987 auf den Markt gebracht worden ist. Alle Versionen verwenden Vierzylinder-Motoren. Nachfolger waren die "New Capital" und "New Concord". Die Produktion der Concord endete im Jahr 1995. Das Fahrzeug basiert auf dem Mazda 626 der 2. Generation. Nachfolger ist der Kia Clarus.